# أدي كوكر
أدي كوكر (بالإنجليزية: Ade Coker) هو لاعب كرة قدم أمريكي في مركز الهجوم، ولد في 19 مايو 1954 في لاغوس في نيجيريا. شارك مع منتخب الولايات المتحدة لكرة القدم. أما مع النوادي، فقد لعب مع نادي غوادالاخارا ونادي لينكولن سيتي ووست هام يونايتد.